# Trận Lübeck
Trận Lübeck diễn ra vào ngày 6 tháng 11 năm 1806 tại Lübeck, Đức giữa quân đội Vương quốc Phổ do Gebhard Leberecht von Blücher chỉ huy và quân của Đệ nhất Đế chế Pháp dưới quyền các Thống chế Joachim Murat, Jean-Baptiste Bernadotte, và Nicolas Soult, là một phần của cuộc chiến tranh với Liên minh thứ tư. Trong trận này, quân Pháp đã giáng cho quân Phổ một thất bại nghiêm trọng, đẩy lùi họ ra khỏi thành phố trung lập Lübeck - một cảng biển cũ trên bờ biển Baltic cách Hamburg khoảng 50 km về phía đông bắc.
Sau thất bại hoàn toàn trước quân đội Hoàng đế Napoléon I trong Trận Jena-Auerstedt, quân đội Phổ rút lui sang bờ đông sông Elbe và chạy theo hướng đông bắc trong một nỗ lực để tới được sông Oder. Nhằm tiêu diệt hoàn toàn lực lượng của đối phương, Napoleon đã tung Đại Quân của mình tiến hành gấp rút truy kích. Một phần lớn lực lượng Phổ đang trốn chạy đã rút vào pháo đài Magdeburg và bị bao vây tại đó. Một bộ phận lớn khác cũng bị chặn đánh và tiêu diệt trong trận Prenzlau. Sự kiện này mở đầu cho một loạt những sự đầu hàng của các cánh quân và pháo đài khác của Phổ.
Bị chặn đường đến Oder, tướng Blücher dẫn quân quay đầu chạy về phía tây, và bị các thống chế Murat, Bernadotte và Soult đuổi đánh. Sau một số trận đánh cản hậu khá thành công, quân của Blücher dùng vũ lực để tiến vào thành phố trung lập Lübeck, tại đó họ chiếm giữ các vị trí phòng thủ. Binh sĩ của Bernadotte đã đột phá qua tuyến phòng thủ phía Bắc của thành phố và đánh tan các cánh quân đối diện với quân của Murat và Soult. Blücher kịp chạy thoát khỏi thành phố, nhưng hầu hết các bộ tham mưu của ông bị bắt và quân Phổ đã chịu thương vong rất lớn. Người Pháp đã cướp phá tàn bạo thành phố Lübeck trong và sau trận chiến. Ngày hôm sau, quân Pháp đã chặn được số quân Phổ còn lại trước biên giới Đan Mạch và buộc Blücher phải đầu hàng.
Quân Pháp đã bắt sống một số lượng nhỏ lính Thụy Điển trong trận này. Cách đối xử tôn trọng của Bernadotte đối với các sĩ quan và binh lính Thụy Điển đã góp phần dẫn đến việc quốc gia Bắc Âu này trao vương miện cho vị Thống chế Pháp, vào khoảng gần bốn năm sau đó.